# Yarnell (Arizona)
Yarnell es un lugar designado por el censo ubicado en el condado de Yavapai en el estado estadounidense de Arizona. En el Censo de 2010 tenía una población de 649 habitantes y una densidad poblacional de 28,39 personas por km².

## Geografía
Yarnell se encuentra ubicado en las coordenadas 34°13′42″N 112°45′47″O / 34.22833, -112.76306. Según la Oficina del Censo de los Estados Unidos, Yarnell tiene una superficie total de 22.86 km², de la cual 22.86 km² corresponden a tierra firme y (0%) 0 km² es agua.

## Demografía
Según el censo de 2010, había 649 personas residiendo en Yarnell. La densidad de población era de 28,39 hab./km². De los 649 habitantes, Yarnell estaba compuesto por el 94.45% blancos, el 0.62% eran afroamericanos, el 0.92% eran amerindios, el 0.15% eran asiáticos, el 0% eran isleños del Pacífico, el 1.23% eran de otras razas y el 2.62% pertenecían a dos o más razas. Del total de la población el 6.32% eran hispanos o latinos de cualquier raza.